# Tipula (Lunatipula) stalagmites
Tipula (Lunatipula) stalagmites is een tweevleugelige uit de familie langpootmuggen (Tipulidae). De soort komt voor in het Nearctisch gebied.